# بیتومنه
بیتومنه (به لاتین: Bitumne) یک منطقهٔ مسکونی در اوکراین است که در سیمفروپول واقع شده‌است. بیتومنه ۲۴۲ نفر جمعیت دارد.